# Federico Scoppa
Federico Matías Scoppa (San Nicolás, Provincia de Buenos Aires, Argentina, 7 de julio de 1987) es un futbolista argentino. Juega como mediocentro defensivo y su equipo actual es el Termoli Calcio de la Serie D de Italia.

## Clubes
| Club                               | País      | Año           |
| ---------------------------------- | --------- | ------------- |
| Boca Juniors                       | Argentina | 2006-2010     |
| Leixões (cesión)                   | Portugal  | 2008          |
| Sporting Clube da Covilhã (cesión) | Portugal  | 2008-2009     |
| Liga de Loja                       | Ecuador   | 2010-2011     |
| FC Inter Turku                     | Finlandia | 2011-2012     |
| Defensores de Belgrano             | Argentina | 2012-2014     |
| San Marcos de Arica (cesión)       | Chile     | 2013          |
| Santamarina de Tandil              | Argentina | 2014-2015     |
| Atlético Rafaela                   | Argentina | 2016          |
| Calcio Catania                     | Italia    | 2016-2017     |
| S.S. Monopoli 1966                 | Italia    | 2017-2019     |
| Vicenza                            | Italia    | 2019-2021     |
| Cavese                             | Italia    | 2021          |
| Alma Juventus Fano                 | Italia    | 2022          |
| Termoli Calcio                     | Italia    | 2023-presente |